# 栃木県道199号上永野下永野線

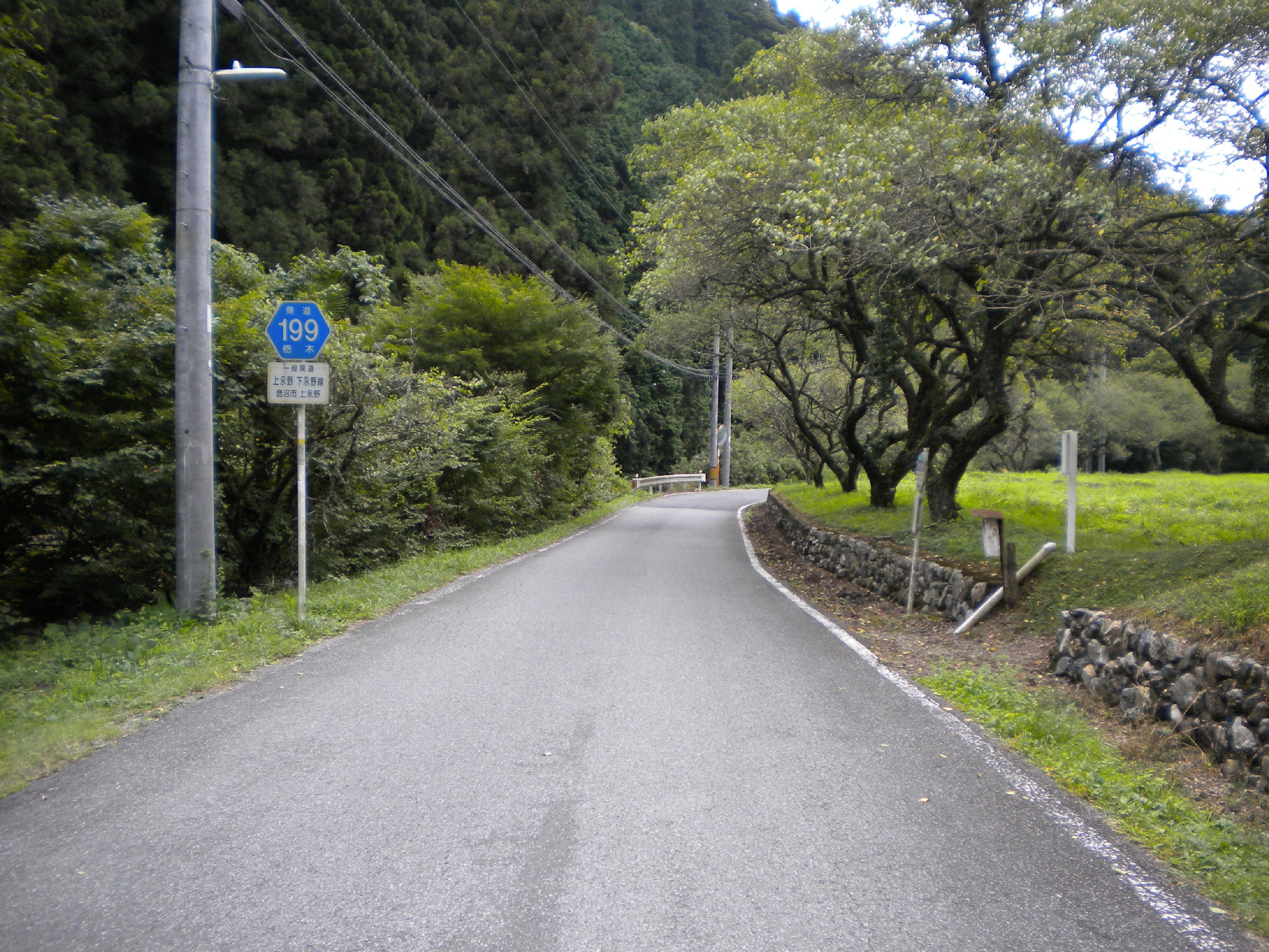
鹿沼市上永野付近

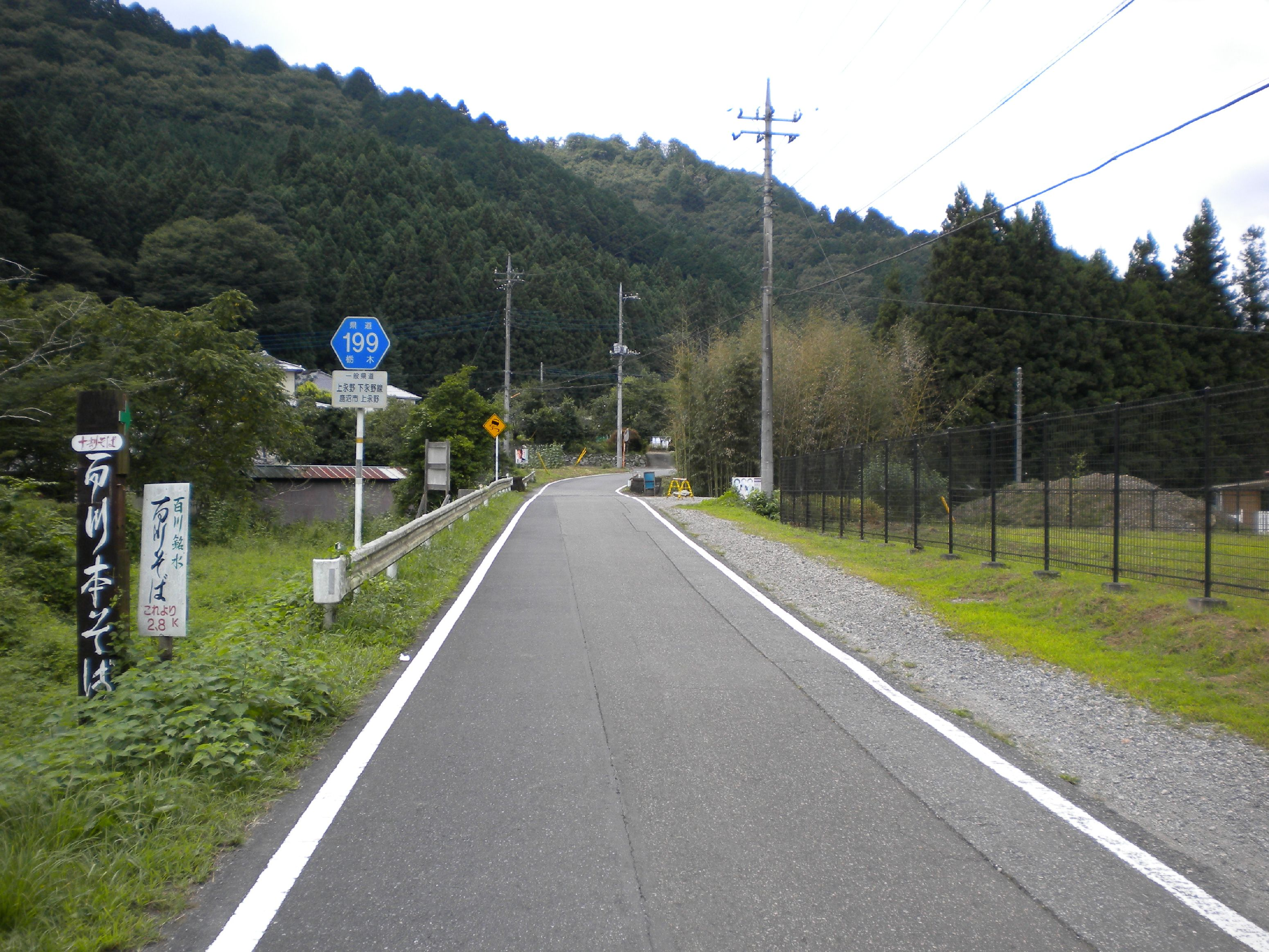
鹿沼市上永野付近

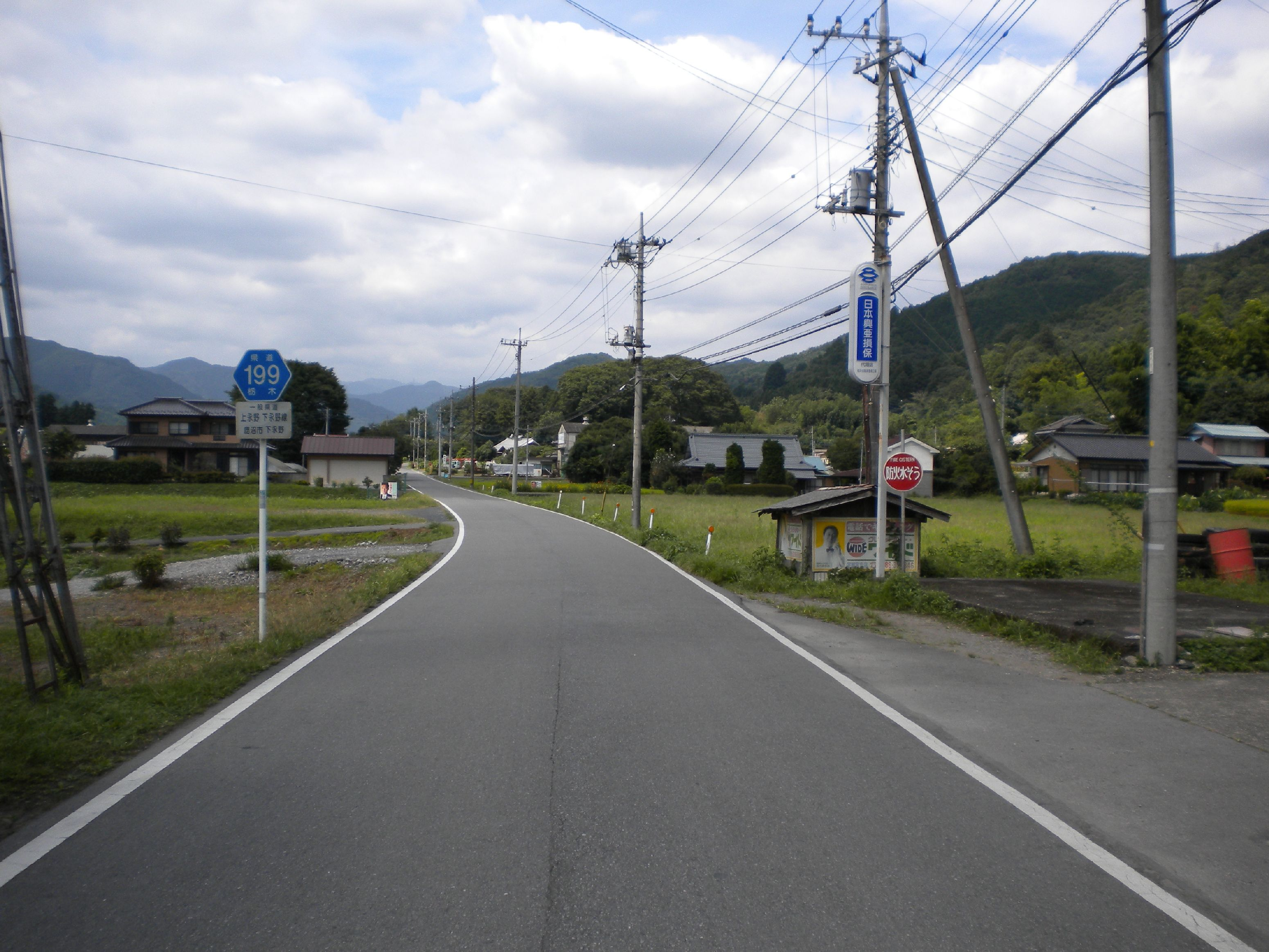
鹿沼市下永野付近

栃木県道199号上永野下永野線（とちぎけんどう199ごう かみながのしもながのせん）は、栃木県鹿沼市に位置する一般県道である。

## 概要
鹿沼市南部、永野地区（旧永野村）を永野川に沿って縦断し、大越路峠の麓で県道栃木粕尾線に合流する路線である。永野地区における重要な幹線道路であり、同地区の集落が集まる。鹿沼市民バス（リーバス）の与州平・御嶽山入口線が運行されており、鹿沼市粟野地区（旧粟野町）中心部までを結ぶ。
永野地区は蕎麦の産地として知られており、沿線には蕎麦屋が点在する。このことから、旧粟野町および粟野商工会が「粟野そば街道」と銘打ち、地域興しを実施している。

## 路線データ
- 総延長：10.974km
- 起点：栃木県鹿沼市上永野
- 終点：栃木県鹿沼市下永野（栃木県道32号栃木粕尾線交点）
- 認定：2005年（平成17年）4月1日

## 歴史
- 1961年（昭和36年）4月1日 - 一般県道上永野下元線として認定される。
- 2005年（平成17年）4月1日 - 路線変更により上永野下永野線として再認定される。
- 2022年（令和4年）1月14日 - 令和元年東日本台風に伴う出水により、被害を受けた久保田橋の架替え工事が完成し、開通[2]。